# Eumeta sikkima
Eumeta sikkima är en fjärilsart som beskrevs av Moore 1891. Eumeta sikkima ingår i släktet Eumeta och familjen säckspinnare. Inga underarter finns listade i Catalogue of Life.